# Lamproïta
Lamproïta és el nom original d'un grup de roques hipabissals, riques en potassi i magnesi que corresponen al tipus de magma lamprofíric de Niggli (1923), localitzades en dics i petites extrusions, com ara la jumillita, la fortunita o la verita entre d'altres.
Actualment es considera una varietat de roca lamprofírica que es caracteritza químicament per ser rica en potassi i magnesi, on la relació (Na₂O + K₂O)/Al₂O₃ > 1 és peralcalina.